# Hans-Joachim Jabs

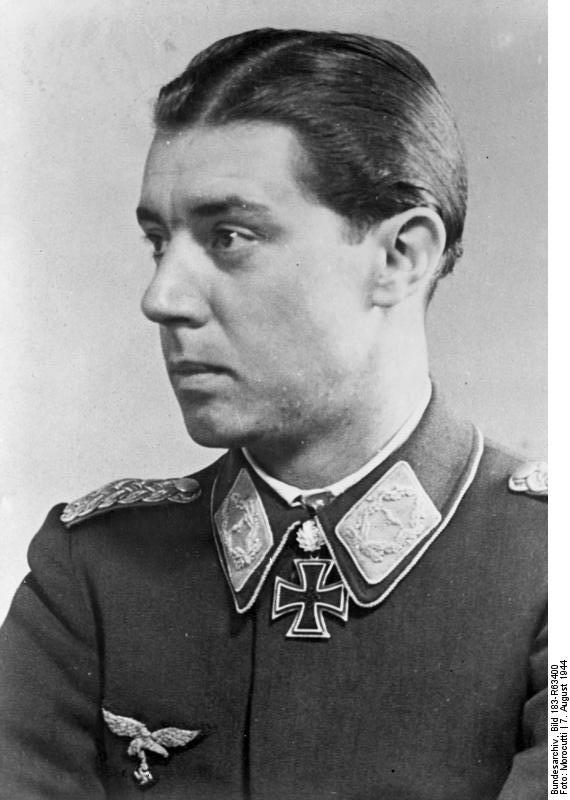
Hans-Joachim Jabs im August 1944

Hans-Joachim Jabs (* 14. November 1917 in Lübeck; † 26. Oktober 2003 in Lüdenscheid) war ein Offizier der deutschen Luftwaffe im Zweiten Weltkrieg. Er war sowohl in der Tag- als auch in der Nachtjagd aktiv und erzielte insgesamt 50 Abschüsse.

## Leben
Jabs begann seine fliegerische Laufbahn als Flugzeugführer bei der II. Gruppe des Zerstörergeschwaders 76 (II./ZG 76) und kam in Frankreich und während der Luftschlacht um England zum Einsatz. Ende 1940 war er mit 16 Abschüssen bereits einer der erfolgreichsten Bf 110-Zerstörer-Piloten, wofür er bereits am 1. Oktober 1940 mit dem Ritterkreuz ausgezeichnet worden war. Zu dieser Zeit hatte er den Rang eines Oberleutnants.
Mit der Umbildung der II./ZG 76 zur III. Gruppe des Nachtjagdgeschwaders 3 (III./NJG 3) im November 1941 begann Jabs’ Nachtjäger-Karriere. Nachdem er schließlich zum NJG 1 gewechselt war, wo er im Rang eines Hauptmanns seit August 1943 dessen IV. Gruppe kommandiert hatte, wurde er im März 1944 Geschwaderkommodore dieses Nachtjagdverbandes. Im selben Monat, am 24. März, erhielt er, nachdem er bereits mehr als 40 Luftsiege verbuchen konnte, das Eichenlaub zum Ritterkreuz des Eisernen Kreuzes. Er war der 430. Angehörige der deutschen Wehrmacht, dem diese Auszeichnung verliehen wurde.
Jabs blieb bis zum Kriegsende Kommodore des NJG 1 und beendete seine militärische Laufbahn als Oberstleutnant. Auf 710 Feindflügen hatte er insgesamt 50 Abschüsse erzielt, davon 28 in der Nacht. Nach dem Krieg war er als Geschäftsmann tätig.